# らき☆すた in 武道館 あなたのためだから
『らき☆すた in 武道館 あなたのためだから』（らき☆すた いんぶどうかん あなたのためだから）は、テレビアニメ『らき☆すた』のライブイベント、およびそれを収録したライブDVDのタイトル名。
2009年3月29日に日本武道館にて行われた。スケジュールの都合で参加できなかった遠藤綾（高良みゆき役）を除いた声優の全員が出演した（遠藤はビデオレターで登場）。ライブパートでは声優陣が各自の持ち歌（キャラクターソング）を紅組と白組に分かれ紅白歌合戦形式で競った。らっきー☆ちゃんねるパート（トークパート）では様々なゲストが登場した。この模様を収めた2枚組のDVDが2009年12月25日に角川書店から発売された他、2011年5月27日発売のBD-BOXにも収録。

## 出演者

### 総合司会
- 白石稔（白石みのる役・白組応援団長）
- 今野宏美（小神あきら役・紅組応援団長）

### 声優（歌手）
紅組
- 平野綾（泉こなた役・紅組代表）
- 長谷川静香（小早川ゆたか役）
- 清水香里（田村ひより役）
- 茅原実里（岩崎みなみ役）
- ささきのぞみ（パトリシア・マーティン役）
- 平松広和（泉そうじろう役）
- 島本須美（泉かなた役）

白組
- 福原香織（柊つかさ役・白組代表）
- 加藤英美里（柊かがみ役）
- 水原薫（日下部みさお役）
- 相沢舞（峰岸あやの役）
- 前田このみ（黒井ななこ役）
- 西原さおり（成実ゆい役）

### ゲスト
- 武本康弘（監督）
- 遠藤綾（高良みゆき役・ビデオレターで出演）
- 立木文彦（男性モブキャラ全般）
- くじら（女性モブキャラ全般）
- 後藤邑子（ゴットゥーザ様役）
- 杉田智和（杉田店員役）
- 小野大輔（小野だいすけ役）
- ケロロ軍曹
- 佐藤順一（ケロロ軍曹監督）
- 渡辺久美子（ケロロ軍曹役）
- 関智一（兄沢命斗役）※シークレットゲスト[2]

## DVD収録曲

### Disc1
第1部
1. オープニング
2. 宇宙鉄人キョーダイン
  - 歌：平野綾

3. 寝・逃・げでリセット!
  - 歌：福原香織

4. どんだけファンファーレ
  - 歌：平野綾

5. しすたー・うぉーず
  - 歌：福原香織

6. みにまむテンポ
  - 歌：長谷川静香

7. 100%?ナイナイナイ
  - 歌：加藤英美里

8. も、妄想マシーン。
  - 歌：清水香里

9. すげえんだって・ヴァ!
  - 歌：水原薫

10. 黙っと休み時間
  - 歌：茅原実里

11. だよな3秒たまには5秒
  - 歌：水原薫

12. こすぷれノこころえ
  - 歌：ささきのぞみ

13. 結婚なんてさパッパヤー
  - 歌：前田このみ・西原さおり

14. 女はヨメとムスメだけ
  - 歌：平松広和

15. 背景放題やりほーだい?
  - 歌：水原薫・相沢舞

16. 幸せ願う彼方から
  - 歌：島本須美

17. らっきー☆ちゃんねる in 武道館（第2部）
  - 司会：今野宏美・白石稔
  - ゲスト1：武本康弘監督（＋遠藤綾のビデオレター）
  - ゲスト2：泉家の皆さん（平野綾・平松広和・島本須美）
  - ゲスト3：柊姉妹（加藤英美里・福原香織）
  - ゲスト4：立木文彦・くじら
  - ゲスト5：ゴットゥーザ様（後藤邑子）・杉田店員（杉田智和）、小野だいすけ（小野大輔）
  - ゲスト6：ケロロ軍曹（着ぐるみ）・渡辺久美子・佐藤順一監督
  - ゲスト7：兄沢命斗（関智一）

### Disc2
第3部
1. 三十路岬
  - 歌：今野宏美

2. 俺の忘れ物
  - 歌：白石稔

3. かおりんのテーマ
  - 歌：白石稔

4. 恋のミノル伝説
  - 歌：白石稔

5. コスって!オーマイハニー
  - 歌：平野綾・ささきのぞみ

6. 悠長戦隊ダラレンジャー
  - 歌：平野綾・ささきのぞみ

7. 有頂天がとまらない
  - 歌：今野宏美・白石稔

8. 曖昧ネットだーりん
  - 歌：今野宏美・白石稔

9. かえして!ニーソックス
  - 歌：平野綾・福原香織・加藤英美里

10. もってけ!セーラーふく
  - 歌：平野綾・福原香織・加藤英美里・長谷川静香・茅原実里・清水香里・ささきのぞみ・水原薫・相沢舞

11. 組曲「らき☆すた動画」
  - 歌：らき☆すたのみんな

12. スタッフロール
13. メイキング

## スタッフ・主催
- イベント総合プロデューサー：安田猛（角川書店）
- 企画プロデューサー：伊藤敦（角川書店）
- 音楽制作：斎藤滋（ランティス）
- 舞台監督：岩本幸也（コーモス）
- ライブ制作：石黒宜彦（フューチャーシンジケートJ）、中林彩（フューチャーシンジケートJ）
- Thanks：青二プロダクション、アトミックモンキー、８１プロデュース、エイベックス・プランニング＆デベロップメント、大沢事務所、キューブ、スペースクラフト・エンタテインメント、スリートゥリー、東京俳優生活協同組合、ぷろだくしょんパオパブ、マウスプロモーション、メディアフォース
- 後援：コンプティーク、コンプエース
- 制作協力：フューチャーシンジケートJ
- 主催・企画：らっきー☆ぱらだいす

### DVDスタッフ
- プロデューサー：西川路健太（マリン・エンタテインメント）
- 監督：Nacky
- ラインプロデューサー：金子雅之
- プロダクションマネージャー：近藤伸哉
- テクニカルディレクター：野藁宗好（WOWOW）
- 特典映像撮影：山崎聡（マーメイドフィルム）
- 技術協力：WOWOW、池田屋、TAMCO
- 制作プロダクション：マリン・エンタテインメント